# 자크 피에쉬

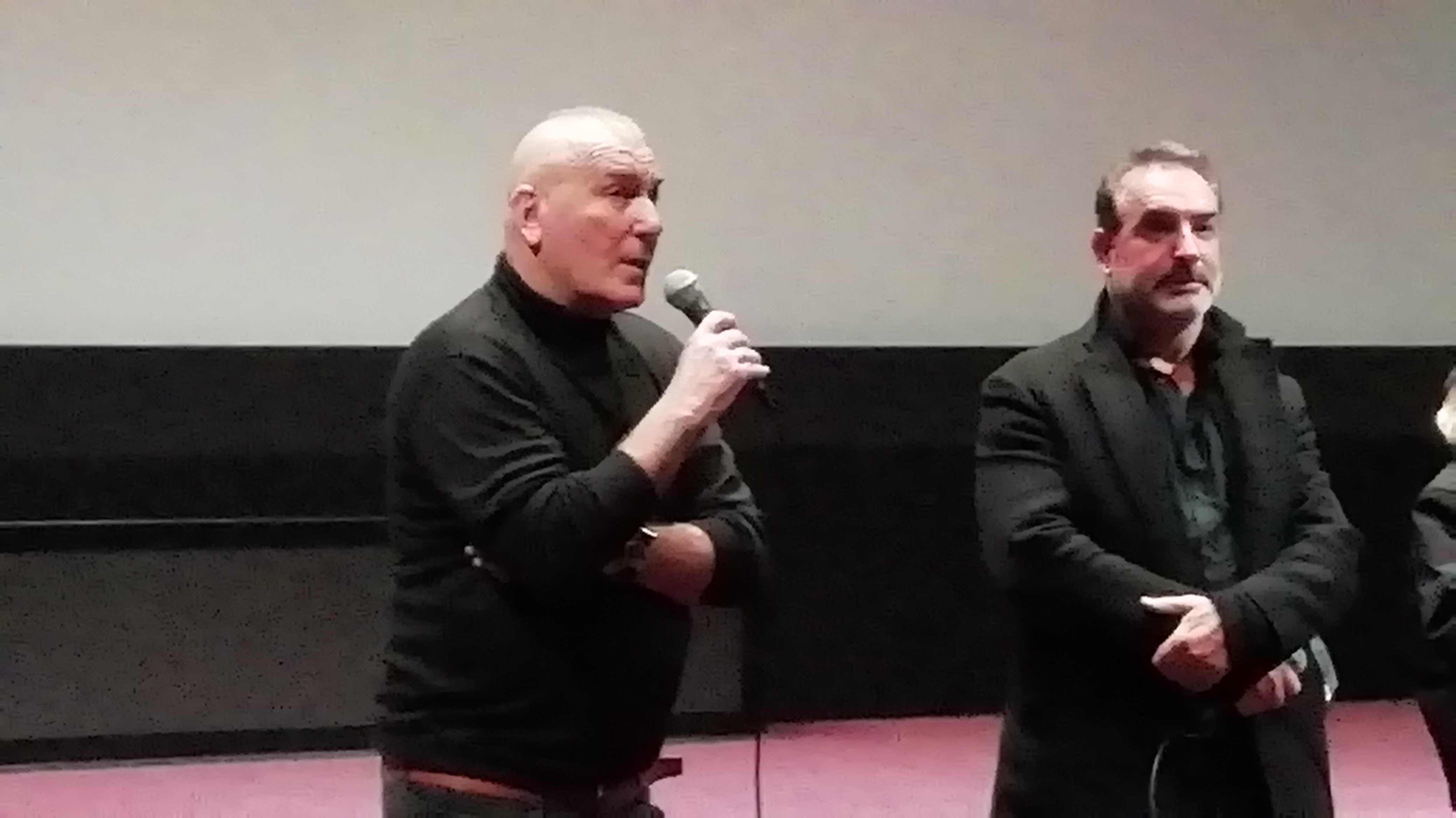

자크 피에쉬(Jacques Fieschi, 1948년 8월 27일 ~ )는 프랑스의 각본가, 작가, 영화 감독, 영화배우, 주필이다.
오랑에서 태어났다.

## 영화
- 더 소워 (2017년)
- 달나라에 사는 여인 (2016년)
- 이브 생로랑 (2014년)
- 고잉 어웨이 (2013, Un beau dimanche)
- 어 뷰 오브 러브 (2010년)
- 샤를리에 따르면 (2006, Selon Charlie)
- 나탈리 (2003년)
- 적(영어판) (2002년)
- 아버지 죽이기 (2001년)
- 애정의 운명 (2000, Les Destinées sentimentales)
- 오거스틴 2 - 쿵후대왕 (1999, Augustin, roi du kung-fu)
- 방돔 광장 (1998년)
- 육체의 학교 (1998년)
- 이마 베프 (1996년)
- 넬리 앤 아르노 (1995년)
- 사베지 나이트 (1992년)
- 금지된 사랑 (1992년)
- 며칠만 나와 함께 (1988년)
- 폴리스 (1985년)
- 우리의 사랑 (1983년)